# Branislav Nušić
Branislav Nušić —en serbi ciríl·lic Бранислав Нушић— (Belgrad, 20 d'octubre de 1864 — 19 de gener de 1938) va ser un novel·lista, dramaturg i assagista serbi. També va ser periodista i funcionari. Va nàixer en una família valaca i fou batejat com Alkibijad Nuša. Als 18 anys va canviar el seu nom per Branislav Nušić. També va adoptar el nom de ploma de Ben Akiba. Va realitzar els seus estudis superiors en la Facultat de Dret de la Universitat de Belgrad. Branislav Nušić va ser un autor prolífic, conegut pel seu humor.

## Obres
Comèdies
- Госпођа Министарка - Gospođa Ministarka (L'esposa del ministre del consell).
- Народни Посланик - Narodni Poslanik (El parlamentari).
- Ожалошћена Породица - Ožalošćena Porodica (La família en dol).
- Покојник - Pokojnik (El difunt).
- Сумњиво лице - Sumnjivo lice (El sospitós).
- Dr.
- Пут око света - Put oko sveta (Viatge al voltant del món).
- Мистер Долар - Mister Dolar.

Novel·les
- Аутобиографија - Autobiografija (Autobiografia).
- Општинско дете - Opštinsko Dete (El xiquet del comtat).
- Хајдуци - Hajduci (Els reldes).

Altres
- Реторика - Retorika (Retòrica).